# Byrsonima hypargyrea
Byrsonima hypargyrea är en tvåhjärtbladig växtart som beskrevs av Jules Émile Planchon och Jean Jules Linden. Byrsonima hypargyrea ingår i släktet Byrsonima och familjen Malpighiaceae. Inga underarter finns listade i Catalogue of Life.